# 질량중심 (천문학)
천문학에서 질량 중심(質量中心, Barycenter)은 천체계의 질량 중심을 말한다.
서로 궤도를 도는 둘 이상의 물체의 질량 중심이며 물체가 궤도를 도는 지점이다. 중심점은 물리적 객체가 아니라 동적 지점이다. 그것은 천문학과 천체 물리학과 같은 분야에서 중요한 개념이다. 물체의 질량 중심에서 무게 중심까지의 거리는 2체 문제로 계산할 수 있다.
두 개의 궤도를 도는 물체 중 하나가 다른 물체보다 훨씬 더 무겁고 물체가 서로 상대적으로 가깝다면 중심은 일반적으로 더 무거운 물체 내에 위치하게 된다. 이 경우 두 천체가 그들 사이의 한 지점을 공전하는 것처럼 보이는 대신 덜 무거운 천체가 더 무거운 천체를 중심으로 궤도를 도는 것처럼 보이고 더 무거운 천체는 약간 흔들리는 것으로 관찰될 수 있다. 지구 중심이 지구 반지름 6,378km(3,963마일)의 75%인 지구 중심에서 평균 4,671km(2,902마일) 떨어져 있는 지구-달 시스템의 경우이다. 두 물체의 질량이 비슷할 때 무게 중심은 일반적으로 두 물체 사이에 위치하며 두 물체는 그 주위를 공전한다. 명왕성의 자연 위성 중 하나인 명왕성과 카론, 그리고 많은 이진 소행성과 이진성에 대한 경우이다. 무게가 덜 나가는 물체가 멀리 있을 때 중심은 무게가 더 큰 물체의 바깥쪽에 위치할 수 있다. 이것은 목성과 태양의 경우이다. 태양이 목성보다 1,000배 더 무겁지만 상대적으로 거리가 멀기 때문에 무게 중심이 태양 바깥쪽에 있다.
천문학에서 무게 중심 좌표는 두 개 이상의 물체의 무게중심을 원점으로 하는 회전하지 않는 좌표이다. ICRS(International Celestial Reference System)는 태양계의 중심점을 중심으로 하는 중심 좌표계이다.

## 같이 보기
- 질량 중심
- 라그랑주 점